# Milići, Banovići
Milići so naselje v občini Banovići, Bosna in Hercegovina. 

## Deli naselja
Aljkovići, Karahodžići, Milići in Trešnjeva.

## Prebivalstvo
| Pregled števila prebivalcev po letih | Pregled števila prebivalcev po letih | Pregled števila prebivalcev po letih | Pregled števila prebivalcev po letih | Pregled števila prebivalcev po letih | Pregled števila prebivalcev po letih |
| ------------------------------------ | ------------------------------------ | ------------------------------------ | ------------------------------------ | ------------------------------------ | ------------------------------------ |
| 1948                                 | 1953                                 | 1961                                 | 1971                                 | 1981                                 | 1991                                 |
| -                                    | -                                    | -                                    | 247                                  | 327                                  | 260                                  |

| Narodna sestava prebivalstva po letih                                                                                    | Narodna sestava prebivalstva po letih                                                                                      | Narodna sestava prebivalstva po letih                                                                                      |
| --- | --- | --- |
| 1971 | 1981 | 1991 |
| . skupaj: 247 Muslimani 247 (100 %) Hrvati 0 (0,00 %) Srbi 0 (0,00 %) Jugoslovani 0 (0,00 %) drugi in neznano 0 (0,00 %) | . skupaj: 327 Muslimani 321 (98,16 %) Hrvati 4 (1,22 %) Srbi 0 (0,00 %) Jugoslovani 2 (0,61 %) drugi in neznano 0 (0,00 %) | . skupaj: 260 Muslimani 258 (99,23 %) Hrvati 0 (0,00 %) Srbi 0 (0,00 %) Jugoslovani 2 (0,76 %) drugi in neznano 0 (0,00 %) |